# История ФК «Манчестер Юнайтед» (1878—1969)
«Манчестер Юнайтед» является английским профессиональным футбольным клубом из Стретфорда, Большой Манчестер. Клуб был основан в 1878 году под названием «Ньютон Хит (Ланкашир энд Йоркшир Рейлуэй)». Первым официальным матчем клуба стала игра первого раунда Кубка Англии в октябре 1886 года. В 1902 году клуб сменил название на «Манчестер Юнайтед», а в 1910 году переехал на стадион «Олд Траффорд», на котором выступает по сей день. Свой первый трофей национального уровня «Манчестер Юнайтед» выиграл в 1908 году, став чемпионом Первого дивизиона. Впоследствии клуб ещё 19 раз становился чемпионом Англии, а также 11 раз выигрывал Кубок Англии и 4 раза — Кубок Футбольной лиги. Кроме того, «Юнайтед» трижды выигрывал Кубок европейских чемпионов.
В данной статье содержится информация об истории клуба с момента его создания до 1969 года, когда команду покинул сэр Мэтт Басби.

## Ранние сезоны

### Основание клуба и первые сезоны (1878—1889)
История «Манчестер Юнайтед» начинается в 1878 году, когда рабочие вагоностроительного завода Ньютон-Хит (англ. Newton Heath Carriage Works), входящего в состав ланкаширской и йоркширской железной дороги (англ. Lancashire and Yorkshire Railway), запросили разрешение и спонсорскую поддержку у своих работодателей на создание футбольной команды. Разрешение было получено, в результате чего возникла команда «Ньютон Хит Ланкашир энд Йоркшир Рейлуэй» (англ. Newton Heath Lancashire & Yorkshire Railway). Свои матчи команда проводила на поле «Норт Роуд», расположенном неподалёку от вагоностроительного завода в Ньютон-Хит. Состояние футбольного поля было неудовлетворительным, дренаж газона практически не работал. Из-за близости железной дороги стадион часто был окутан густыми облаками пара от проезжающих поездов. На стадионе даже не было места для раздевалки, поэтому игроки переодевались в различных пабах на Олдемской дороге (англ. Oldham Road), например, в пабе «Три короны» (англ. Three Crowns) и в отеле «Ножницы» (англ. Shears Hotel), расположенных в паре сотен ярдов от стадиона.
В первые годы после своего основания «Ньютон Хит» играл не часто, в основном против других железнодорожных команд. Сохранились записи об играх «Ньютон Хит» начиная с сезона 1880/81.
Сезон 1880/81. Товарищеские матчи
| Дата            | Соперник                | Д / В | Счёт | Авторы голов за «Ньютон Хит» |
| --------------- | ----------------------- | ----- | ---- | ---------------------------- |
| 20 ноября 1880  | Болтон Уондерерс        | В     | 0:6  |                              |
| 4 декабря 1880  | Манчестер Аркадианс     | В     | 0:0  |                              |
| 22 января 1881  | Болтон Уондерерс        | Д     | 0:6  |                              |
| 5 февраля 1881  | Бутл (резервный состав) | В     | 2:0  | Минчли, Крэмпхорн            |
| 15 февраля 1881 | Херст                   | Д     | 0:1  |                              |

Сезон 1881/82. Товарищеские матчи
| Дата            | Соперник               | Д / В | Счёт | Авторы голов за «Ньютон Хит» | Зрители |
| --------------- | ---------------------- | ----- | ---- | ---------------------------- | ------- |
| 15 октября 1881 | Манчестер Аркадианс    | Д     | 3:0  | Крэмпхорн, Ригби, Хопвуд     |         |
| 22 октября 1881 | Блэкберн Олимпик       | В     | 0:4  |                              |         |
| 12 ноября 1881  | Уэст Гортон Сент-Маркс | Д     | 3:0  | Томас (2), Дж. Джонс         | 3000    |
| 21 января 1882  | Хотон Грин             | Д     | 4:0  | неизвестно                   |         |
| 28 января 1882  | Хотон Грин             | В     | 1:1  | неизвестно                   |         |
| 4 марта 1882    | Уэст Гортон Сент-Маркс | В     | 1:2  | неизвестно                   |         |
| 11 марта 1882   | Саутпорт               | В     | 2:1  | неизвестно                   |         |
| 18 марта 1882   | Манчестер Аркадианс    | В     | 3:0  | неизвестно                   |         |

В сезоне 1882/83 «язычники» (англ. the Heathens, под этим прозвищем был известен «Ньютон Хит») сыграли в общей сложности 26 товарищеских матчей.
В сезоне 1883/84 «Ньютон Хит» подал заявку на участие в Кубке Ланкашира. Это был первый сезон, в котором клуб сыграл официальный матч. Команда вылетела из Кубка уже в первом туре, проиграв резервной команде прошлогодних победителей Кубка Англии, «Блэкберн Олимпик», со счётом 7:2.
После этого руководство клуба решило, что кубок графства является слишком сложным турниром для молодой команды, и подало заявку на участие в турнире под названием «Переходящий кубок Манчестера и окрестностей». В сезоне 1884/85 «Ньютон Хит» достиг финала этого кубка с первой попытки. До самого финала команда забивала не менее 3 голов в каждом матче, включая матч первого раунда против «Экклз», который был переигран, так как тренерский штаб «Экклз» опротестовал третий гол, забитый игроками «Ньютон Хит». Однако к финальному матчу команда потеряла форму и уступила клубу «Херст» со счётом 3:0 (впоследствии «Ньютон Хит» выходил в финал Переходящего кубка Манчестера и окрестностей 5 раз, проиграв в нём лишь однажды). В Кубке Ланкашира «Ньютон Хит» смог дойти лишь до второго раунда, после чего команда не участвовала в этом турнире следующие четыре сезона.
В сезоне 1885/86 «Ньютон Хит» выиграл свой первый трофей регионального уровня, став обладателем Кубка Манчестера и окрестностей. В 1886 году клуб принял решение о расширении и повышении своего статуса из «юниорского» в более профессиональный. В клуб перешли известные на всю страну футболисты: Джек Пауэлл, ставший капитаном команды, Джек и Роджер Даути, Том Берк. С повышением статуса клуба повысился также уровень игры и конкуренции, так как в сезоне 1886/87 «Ньютон Хит» впервые в своей истории сыграл в Кубке Англии. В первом раунде Кубка «Ньютон Хит» встречался с «Флитвуд Рейнджерс»; матч завершился вничью со счётом 2:2 к концу основного времени. Судья принял решение о продолжении матча в дополнительное время, но капитан «Ньютон Хит» Джек Пауэлл отказался играть в дополнительное время и матч был прекращён. «Флитвуд» подал протест в Футбольную ассоциацию. Протест был удовлетворён и в следующий раунд прошёл «Флитвуд Рейнджерс». После этого «Ньютон Хит» в знак протеста ушёл в добровольное «изгнание», отказавшись от участия в розыгрышах Кубка Англии до 1889 года.
В сезоне 1887/88 «Ньютон Хит» вновь выиграл Кубок Манчестера и окрестностей. Летом 1888 года «Ньютон Хит» подал заявку на вхождение в Футбольную лигу Англии, но получил отказ. После этого клуб стал одним из членов-основателей альтернативной лиги под названием «Комбинация». Первый сезон «Ньютон Хит» в регулярном чемпионате начался достаточно успешно, но уже в апреле 1889 года Комбинация столкнулась с финансовыми трудностями и была распущена ещё до завершения сезона, хотя на момент роспуска «Ньютон Хит» занимал первое место в турнирной таблице. В этом же сезоне команда выиграла Кубок Манчестера и окрестностей.

### Футбольный альянс (1889—1892)
Появлялось всё больше сторонников организации футбольного турнира между клубами разных городов, недостаточно сильных для вхождения в Футбольную лигу Англии. В 1889 году группа из 12 клубов («Бирмингем Сент-Джорджес», «Бутл», «Дарвен», «Гримсби Таун», «Лонг Итон Рейнджерс», «Кру Александра», «Ноттингем Форест», «Ньютон Хит», «Смолл Хит», «Сандерленд Альбион», «Уолсолл Таун Свифтс» и «Уэнсдей») сформировала Футбольный альянс.  В первом сезоне существования Футбольного альянса «Ньютон Хит» финишировал на восьмом месте. Также клуб выиграл Кубок Манчестера и окрестностей.
В следующем году «Ньютон Хит» официально отказался от добавления «Ланкашир энд Йоркшир Рейлуэй» в своём названии. Железнодорожная компания перестала спонсировать клуб, но большинство игроков «Ньютон Хит» все ещё составляли работники «Ланкашир энд Йоркшир Рейлуэй».
В сезоне 1890/91 «Ньютон Хит» занял в Футбольном альянсе девятое место.
Сезон 1891/92 стал успешным для «язычников»: они финишировали на втором месте в Футбольном альянсе, проиграв за весь сезон лишь три матча и уступив в итоге первую строчку клубу «Ноттингем Форест».

### Первые сезоны в Футбольной лиге
В этом же году произошло расширение Футбольной лиги, которая объединилась с Футбольным альянсом, и стала состоять из двух дивизионов. «Ньютон Хит» и «Ноттингем Форест» были приглашены в Первый дивизион. В сезоне 1892/93 «Ньютон Хит» занял последнее место в турнирной таблице Первого дивизиона Футбольной лиги. Чтобы сохранить место в Первом дивизионе, клубу пришлось играть матч плей-офф против чемпионов Второго дивизиона, клуба «Смолл Хит». Первый матч между командами завершился вничью, а в переигровке сильнее оказался «Ньютон Хит», которому удалось сохранить за собой место в Первом дивизионе.
В 1893 году «Ньютон Хит» переехал на новый стадион «Бэнк Стрит» в Клейтоне, который находился неподалёку от химического завода. Говорили, что когда «Ньютон Хит» проигрывал, завод извергал едкие газы с целью дезорганизации игроков гостевой команды.
В сезоне 1893/94 «Ньютон Хит» вновь завершил чемпионат на последнем 16-м месте и вновь сыграл матч плей-офф, на этот раз с «Ливерпулем». «Ньютон Хит» проиграл и стал первым клубом в истории, вылетевшим во Второй дивизион.

### Новое название и первые трофеи
Начиная с сезона 1894/95 «Ньютон Хит» выступал во Втором дивизионе, в котором ему пришлось играть на протяжении последующих 12 сезонов. Сложная финансовая ситуация, с которой столкнулся клуб в начале XX века, оказывала негативное влияние и на игровые результаты команды. В сезоне 1900/1901 «Ньютон Хит» финишировал только на 10-м месте чемпионата, проиграв 16 матчей при 4 ничейных результатах и 14 победах. Продажи билетов сокращались, долги клуба возрастали. Руководство клуба приняло решение организовать благотворительный базар с целью сбора средств для команды. Базар длился четыре дня, и на нём с целью привлечения большего внимания общественности стал присутствовать пёс породы сенбернар, принадлежавший капитану команды Гарри Стаффорду. На спину собаке был привязан ящик для сбора денег. Через несколько дней работы базара псу удалось сбежать, после чего его каким-то образом нашёл местный бизнесмен Джон Генри Дейвис. Собака понравилась дочери Дейвиса, и бизнесмен решил выяснить, кому принадлежит животное. После этого произошла встреча между Дейвисом и владельцем собаки, капитаном «Ньютон Хит» Гарри Стаффордом. Стаффорд убедил Дейвиса вложить деньги в команду. В итоге, они оба вложили в клуб £2000 и спасли команду от банкротства. 
Джон Генри Дейвис стал президентом клуба, а 28 апреля 1902 года клуб изменил название на «Манчестер Юнайтед» (рассматривались также варианты «Манчестер Селтик» и «Манчестер Сентрал», но был выбран предложенный Луисом Роккой вариант «Манчестер Юнайтед»). Цвет футболок команды также были изменен с зелёного с золотым на красный с белым. Перемены пришли очень вовремя, так как сезон 1901/02 «Ньютон Хит» завершил крайне неудачно, финишировав на 15-месте и набрав лишь 28 очков.
В сезоне 1902/03 клуб играл уже под новым названием «Манчестер Юнайтед». Денежные вложения, а также несколько новых игроков дали команде новый импульс. «Юнайтед» выиграл 15 матчей в чемпионате и занял пятое место, набрав 38 очков.
Сезон 1903/04 команда начала неудачно, и в сентябре 1903 года на пост главного тренера клуба был назначен Эрнест Мангнэлл, харизматичный публицист, умеющий работать с прессой. Его динамичный стиль положительно повлиял на результаты команды. К концу сезона за основной состав сыграло 28 разных игроков. Мангнэлл считал, что на тренировках игроки должны бегать без мяча, чтобы в настоящих матчах, проходивших по субботам, игроки бегали с жаждой им завладеть. В клуб пришли такие игроки как вратарь Гарри Могер и нападающий Чарли Сэгар. В первом сезоне под руководством Мангнэлла «Юнайтед» занял третье место во Втором дивизионе. В сезоне 1904/05 «Юнайтед» установил рекорд, не проигрывая на протяжении 18 матчей подряд после поражения от «Болтона» со счётом 2:0 в сентябре 1904 года. Лишь в феврале 1905 года клуб проиграл «Линкольну» со счётом 3:0. В этом сезоне «Юнайтед» занял третье место, набрав 53 очка. В это время клуб испытывал финансовые трудности, так как им запретили продавать алкоголь на стадионе.
В сезоне 1905/06 «Манчестер Юнайтед» занял 2-е место в лиге, обеспечив себе выход в Первый дивизион, а также дошёл до четвертьфиналов Кубка Англии, разгромив в пятом раунде турнира «Астон Виллу» со счётом 5:1. Ключевую роль в этом сыграла блестящая средняя линия команды в лице центрального хавбека и капитана команды Чарли Робертса и крайних хавбеков Дика Дакуэрта и Алекса Белла. Спустя двенадцать лет, «Манчестер Юнайтед» вернулся в Первый дивизион.
В 1906 году в Англии разразился футбольный скандал вокруг «Манчестер Сити»: клуб был уличён в финансовых махинациях и вынужден был выставить на аукцион большую часть своих игроков. Таким образом, из «Сити» в «Юнайтед» перешёл легендарный валлийский вингер Билли Мередит, а также Герберт Берджесс, Сэнди Тернбулл и Джимми Баннистер. Трансферы оказались удачными: благодаря блестящим пасам Билли Мередита и голам Сэнди Тернбулла «Манчестер Юнайтед» выиграл свой первый чемпионский титул Первого дивизиона в сезоне 1907/08. По завершении сезона «Юнайтед» получил право сыграть в первом в истории матче на Суперкубок Англии против победителей Кубка Англии, «Куинз Парк Рейнджерс». «Юнайтед» одержал победу со счётом 4:0 благодаря хет-трику Джимми Тернбулла, однофамильцу Сэнди Тернбулла.
В следующем сезоне «Манчестер Юнайтед» добился своего первого успеха в Кубке Англии, выиграв в финале 1909 года у «Бристоль Сити» со счётом 1:0. Сэнди Тернбулл забил в этой встрече единственный гол, а игроком матча был признан Билли Мередит.

### «Отщепенцы»
После создания Профсоюза футболистов разногласия между футболистами и клубами всё возрастали. Работодатели футболистов не признавали членство игроков в профсоюзе. В итоге, перед началом сезона 1909/10 руководство Футбольной лиги приняло решение о дисквалификации, без выплаты зарплаты, любых футболистов, состоящих в профсоюзе.
Это решение возмутило многих игроков, особенно игроков «Манчестер Юнайтед». Они отказались выходить из профсоюза. Многие клубы начали привлекать футболистов-любителей для замены дисквалифицированных профессионалов, но «Юнайтед» не смог подписать достаточное количество любителей. Именно в этот период была сделана знаменитая фотография футбольного клуба «Отщепенцы» (Outcasts FC), состоящего из игроков «Юнайтед». В итоге, за один день до начала сезона, руководство Лиги отменило своё решение, сняв все дисквалификации и официально признало профсоюз футболистов.

### Олд Траффорд
1909 год стал важной точкой в истории клуба ещё по одной причине. Джон Генри Дейвис вновь выделил средства в размере 60 000 фунтов  (огромные деньги на тот период) для переезда клуба на новый стадион, «Олд Траффорд». Первый матч «Юнайтед» на новом стадионе состоялся 19 февраля 1910 года — это была встреча с «Ливерпулем», которую в равной борьбе выиграли мерсисайдцы со счётом 4:3.
В сезоне 1910/11 «Манчестер Юнайтед» вновь выиграл чемпионат, опередив «Астон Виллу» на одно очко. В последнем туре чемпионата Юнайтед разгромил «Сандерленд» со счётом 5:1 («дублем» отметился Гарольд Халс). Халс также забил шесть мячей в матче на Суперкубок Англии, завершившийся победой «Юнайтед» над «Суиндон Таун» со счётом 8:4.
Следующий сезон 1911/12 был неудачным для «Юнайтед». Клуб завершил чемпионат лишь на 13-м месте. Мангнэлл ушёл в отставку, перейдя в «Манчестер Сити». Новым тренером «Манчестер Юнайтед» стал Джон Бентли, президент Футбольной лиги. Под его руководством клуб занял 4-е место в сезоне 1912/13. Тем не менее, посещаемость матчей команды упала до 15 000, а состав начал стареть.
В декабре 1914 года впервые были разделены должности секретаря и главного тренера. Секретарём был назначен Джон Бентли, а Джек Робсон получил право управлять командой и выбирать состав на матчи.
Команда Робсона была лишь тенью команды, сформированной Мангнэллом. Из состава, выигравшего Кубок Англии в 1909 году, в клубе остались лишь Джордж Стейси, Билли Мередит, Сэнди Тернбулл и Джордж Уолл. От вылета во Второй дивизион в сезоне 1914/15 клуб спасло лишь одно очко. Троих игроков «Юнайтед» (Инока Уэста, Артура Уолли и Сэнди Тернбулла) после этого обвинили в организации договорного матча с игроками «Ливерпуля», в котором «Юнайтед» должен был выиграть. Это спровоцировало британский скандал 1915 года. Игроки «Юнайтед» были признаны виновными в организации договорного матча и пожизненно дисквалифицированы.
В связи с началом Первой мировой войны соревнования в Футбольной лиге были приостановлены. В военный период «Манчестер Юнайтед» выступал в локальном турнире Ланкашира.
Сэнди Тернбулл вступил в ряды Британской армии, а в мае 1917 года был убит во Франции.

### После Первой мировой войны
Чемпионат возобновился в 1919 году, и в составе «Манчестер Юнайтед» появилось много новых лиц. Из поколения времен Мангнэлла осталось только двое игроков. Но, несмотря на это, «Юнайтед» выступал не слишком удачно, заняв лишь 12-е место в первом послевоенном сезоне, хотя посещаемость домашних матчей клуба зачастую превышала 40 000 человек. Неудачные выступления «Юнайтед» проходили на фоне успешной перестройки «Манчестер Сити», которых возглавлял бывший тренер «Юнайтед» Эрнест Мангнэлл. В сезоне 1921/22 «Манчестер Юнайтед» выступил ещё хуже, выиграв лишь восемь из 42 матчей и пропустив 72 мяча, после чего вылетел из Первого дивизиона. Билли Мередит покинул команду в 1921 году, последовав за Мангнэллом в «Манчестер Сити».
«Юнайтед», выступавший Втором дивизионе, был лишь тенью былой команды. В клубе не осталось звёздных футболистов из предвоенной эры, а из новых игроков отличался только Джо Спенс, стабильно забивавший за свой клуб. Болельщики уже привыкали видеть на «Олд Траффорд» малоизвестные команды типа «Клэптона» и «Саут Шилдс». В своём первом сезоне после вылета во Второй дивизион «Юнайтед» финишировал на 4-м месте, а в сезоне 1923/24 уже на 14-м месте, проигрывая клубам типа «Клэптона».
В 1925 году «Юнайтед» вернулся в высший дивизион чемпионата под руководством Джона Чепмена, который вновь соединил обязанности главного тренера и секретаря, заменив, таким образом, сразу двух человек: тренера Джона Робсона, и секретаря Джона Бентли. В том сезоне «Манчестер Юнайтед» занял второе место после «Лестер Сити», во многом благодаря Фрэнку Барсону, которого наняли для поднятия духа команды. В 1927 году умер один из главных деятелей в истории клуба, Джон Генри Дейвис, который спас команду от банкротства и финансировал строительство стадиона «Олд Траффорд». Его на посту клубного президента заменил Джи Эйч Лоутон, который некогда тренировал «Юнайтед». В том же году Чепмен получил пожизненную дисквалификацию от футбола, причины которой известны лишь ему и Футбольной ассоциации. До конца сезона исполняющим обязанности главного тренера «Юнайтед» был опытный футболист Лал Хилдич. Команда проиграла 15 матчей и завершила чемпионат лишь на 15-м месте.
В сезоне 1927/28 главным тренером команды был назначен Герберт Бэмлетт, который уже успел проявить себя для болельщиков «Манчестера» не в самом лучшем свете, аннулировав мяч «Юнайтед» в матче с «Бернли» в кубке Англии 1909 года, и которого освистывали чуть ли не на каждом матче. Тем не менее, ему удалось выиграть кубок Англии с клубом. Однако, несмотря на успехи Джо Спенса в деле забивания мячей, в чемпионате «Юнайтед» продолжал выступать неудачно, не поднимаясь выше 12-го места, а в сезоне 1930/31 проиграл 12 стартовых матчей подряд и завершил чемпионат на последнем месте. Финансовая ситуация в клубе также оставалась напряжённой, и оказавшийся под мощной волной критики Герберт Бэмлетт был уволен. На следующий сезон главным тренером был назначен клубный секретарь Уолтер Крикмер, а его помощником стал главный скаут Луис Рокка. У клуба просто не было денег, чтобы пригласить в команду опытного тренера. В рождественскую неделю футболисты пришли за зарплатой, но им сказали, что у клуба нет денег. «Юнайтед» вновь стоял на грани банкротства.
На этот раз от разорения клуб спас Джеймс Уильям Гибсон, местный предприниматель, занимавшийся текстильным бизнесом. На него вышел спортивный журналист из Манчестера Стэси Линтотт, сообщивший о финансовых проблемах клуба. Джеймс Гибсон провёл встречу с советом директоров клуба и предложил финансовую помощь, взамен чего потребовал пост председателя «Манчестер Юнайтед» и полномочия по назначению директоров клуба. Совет директоров согласился, и Гибсон вложил в клуб £30 000. На пост главного тренера команды был приглашён Скотт Дункан, один из первых тренеров нового поколения завершивших карьеру профессиональных футболистов (в настоящее время это повсеместное явление, но в те годы это было редкостью).

### Дункан и вновь Крикмер
Первый сезон под руководством Дункана (1932/33) был относительно удачным: команда заняла шестое место, однако уже в сезоне 1933/34 «Юнайтед» достиг самого низкого результата в своей истории выступлений в Футбольной лиге. В последний день сезона команда находилась на втором месте с конца турнирной таблицы Второго дивизиона и ей предстояла выездная игра с клубом «Миллуолл», опережавшим «Юнайтед» на 1 очко. «Юнайтед» выиграл у «Миллуолла» со счётом 2:0 благодаря голам Тома Мэнли и Джека Кейпа и сохранил за собой место во Втором дивизионе. На этой же неделе главный соперник «Юнайтед», «Манчестер Сити», выиграл Кубок Англии, причем в составе горожан сыграл Мэтт Басби, который в будущем станет тренером «Манчестер Юнайтед».
В сезоне 1934/35 клуб выступил более удачно, выиграв в октябре и ноябре 1934 года десять из одиннадцати своих матчей. Казалось, к команде вернулась стабильность, и болельщики вновь начали заполнять трибуны «Олд Траффорд». Этот сезон клуб завершил на 5-м месте, а в сезоне 1935/36 выиграл Второй дивизион, выдав на финише сезона серию из 19 матчей без поражений. Чемпионский титул Второго дивизиона был завоёван в матче против «Бери», который «Юнайтед» выиграл со счётом 3:2, благодаря голам Мэнли и Джорджа Матча, на глазах 31 тысячи болельщиков, которые после завершения матча выбежали на поле, празднуя возвращение команды в Первый дивизион.
Радость болельщиков длилась недолго: в следующем же сезоне клуб вновь вылетел во Второй дивизион. В этом составе «Юнайтед» играл и Уолтер Уинтерботтом, который впоследствии стал главным тренером сборной Англии по футболу. Скотт Дункан ушёл из клуба, и главным тренером вновь стал Крикмер. По итогам сезона 1937/38 «Юнайтед», имевший задолженность в размере £70 000, занял второе место и вернулся в Первый дивизион, и теперь уже не покидал высший дивизион английского футбола вплоть до сезона 1974/75.
Среди молодых дарований клуба всё ярче выделялись Джонни Кэри, Джек Роули и Стэн Пирсон. Сезон 1938/39 клуб завершил на 14-м месте, после чего соревнования были прекращены в связи с началом Второй мировой войны.

### Бомбардировка «Олд Траффорд»
Во время Второй мировой войны (1939—1945) официальные футбольные турниры в Англии не проводились, но «Манчестер Юнайтед» принимал участие в неофициальных региональных турнирах. Стадион «Олд Траффорд» сильно пострадал после авианалёта немецкой авиации на Манчестер утром  11 марта 1941 года. Для его реконструкции понадобилось восемь лет, и до 1949 года «Юнайтед» проводил домашние матчи на «Мейн Роуд», стадионе «Манчестер Сити».

## Эпоха Басби

### Приход Мэтта Басби
В 1945 году пятилетний контракт с «Манчестер Юнайтед» заключил Мэтт Басби, которому было всего 36 лет. Он был известен своими передовыми идеями, соединяя тренерскую и управленческую работу в клубе. Считается, что он был первым главным тренером клуба, выходившим на поле с другими игроками во время тренировок. Он собрал в одной команде ряд опытных игроков, в том числе бывшего футболиста «Селтика» Джимми Дилейни, Джека Роули, Чарли Миттена и Джонни Морриса, которые вместе со Стэном Пирсоном образовали «знаменитую пятёрку» форвардов, что прибавило команде прочности и атакующей мощи. Также Басби занялся созданием системы подготовки молодёжи, которая в будущем принесла клубу большие дивиденды. Кроме того, Мэтт Басби нашел во время войны отличного помощника, Джимми Мерфи, который занялся подготовкой молодых игроков, скаутской работой, а также стал ассистентом Басби во время тренировок и матчей. Тандем с ним позволил Басби сделать «Манчестер Юнайтед» одной из сильнейших команд в мире.
Чемпионат Англии возобновился в сезоне 1946/47. «Юнайтед впервые за 36 лет занял 2-е место по итогам сезона. Кроме того, резервная команда выиграла Центральную лигу для резервистов. Это дало повод для оптимизма и болельщикам, и директорам клуба. В сезоне 1947/48 клуб снова занял 2-е место в чемпионате, а также впервые за 39 лет выиграл Кубок Англии, победив в финальном матче «Блэкпул» со счётом 4:2. Кубок Англии 1948 года стал первым из множества трофеев, завоёванных Мэттом Басби.  Домашний стадион команды, «Олд Траффорд», был разрушен в результате немецких бомбардировок в ходе Второй мировой войны, поэтому «Юнайтед» играл свои «домашние» матчи на стадионе «Манчестер Сити»,  «Мейн Роуд», с 1945 по 1949 годы. Реконструкция стадиона была проведена, во многом, благодаря болельщикам, которые показали в сезоне 1947/48 невероятно высокий процент посещаемости. Болельщики «Юнайтед» приобрели в этом сезоне около миллиона билетов на матчи своей команды.
«Манчестер Юнайтед» выиграл Первый дивизион в сезоне 1951/52, спустя 41 год после своего последнего чемпионства. В последнем туре чемпионата «Юнайтед», ведомый капитаном Джонни Кэри, разгромил идущий на втором месте «Арсенал» со счётом 6:1 и финишировал на первом месте, опередив «канониров» на четыре очка.  Однако эта команда была уже достаточно возрастной и перед тренером встала задача замены большей части «ветеранов» на молодых игроков.

### «Малыши Басби»
Мэтт Басби принял совершенно нетипичное для своего времени решение о способе перестройки команды. Вместо того, чтобы тратить огромные суммы денег на известных футболистов, он пригласил в команду подростков, которые недавно окончили школу. В течение пяти лет Басби провёл лишь два серьёзных трансфера, подписав вингера Джонни Берри из «Бирмингем Сити» и центрфорварда Томми Тейлора из «Барнсли». Чуть позже, в 1956 году, Басби купил вратаря Гарри Грегга.
Первыми из числа молодых воспитанников Басби, вышедшими на поле, стали Джеки Бланчфлауэр и Роджер Берн в сезоне 1951/52. В этом сезоне «Юнайтед» выиграл чемпионат Англии, а когда сезоне 1952/53 завершил карьеру Джонни Кэри, в основной состав «Юнайтед» начали пробиваться другие «малыши Басби». Деннис Вайоллет, Дункан Эдвардс, Билл Фоулкс и Дэвид Пегг, дебютировавшие именно в сезоне 1952/53. Многие игроки того времени были обнаружены скаутами «Юнайтед»: главным скаутом Джо Армстронгом (он искал талантливых игроков на севере Англии), Бобом Бишопом (Белфаст), Билли Биханом (Дублин) и Бобом Харпером. В сезоне 1953/54 «Юнайтед» финишировал на 8-м месте, в сезоне 1954/55 — на 5-м, пока, наконец, не выиграл чемпионат в сезоне 1955/56, опередив ближайших преследователей на 11 очков. Средний возраст команды, выигравшей чемпионат, составлял 22 года. Успех команды во многом определял блестящий атакующий дуэт нападающих Томми Тейлора и Денниса Вайоллета. Несмотря на сопротивление Футбольной лиги, «Юнайтед» стал первым английским клубом в Кубке европейских чемпионов.
Одним из самых ярких футболистов той команды был Дункан Эдвардс, который стал самым молодым игроком, вызывавшимся в сборную Англии — он вышел на поле в матче против Шотландии в возрасте 17 лет и 8 месяцев. Этот рекорд продержался 50 лет и был побит только в 1998 году Майклом Оуэном. Кроме того, ему принадлежал другой возрастной рекорд — он вышел на свой первый матч в Первом дивизионе, когда ему было 16 лет 185 дней. Эдвардс остался в памяти болельщиков клуба настоящей легендой, что подтверждается результатами опроса болельщиков 1999 года, в котором Дункан занял 6 место в списке 50 величайших игроков «Юнайтед» всех времён.
В сезоне 1956/57 «Манчестер Юнайтед» защитил чемпионский титул. Томми Тейлор забил 22 гола, Лиам Уилан — 26, а молодой Бобби Чарльтон — 10 голов. В этом же сезоне «Юнайтед» дошёл до финала Кубка Англии, в котором встретился с «Астон Виллой». Уже на 6-й минуте матча вратарь «Юнайтед» Рэй Вуд получил травму, а так как в то время замены в футболе ещё не практиковались, оставшееся время в воротах провёл защитник Джеки Бланчфлауэр. «Юнайтед» в итоге уступил «Вилле» со счётом 2:1.
Первым европейским матчем «Юнайтед» стала выездная игра с чемпионом Бельгии, «Андерлехтом», завершившаяся победой английского клуба со счётом 2:0. Ответный матч был проведён на «Мейн Роуд» («Олд Траффорд» ещё не мог принимать европейские матчи, так как на нём не было прожекторов). «Юнайтед» разгромил соперника со счётом 10:0. Этот результат до сих пор является рекордной победой «Манчестер Юнайтед» в еврокубках. Затем «Юнайтед» выиграл у дортмундской «Боруссии» и у «Атлетик Бильбао», но в полуфинале уступил мадридскому «Реалу».

### Мюнхенская авиакатастрофа
Казалось, что «малыши Басби» просто обречены на успех на домашней и европейской арене. В сезоне 1957/58 начались разговоры о «требле» — победе в чемпионате, Кубке Англии и Кубке европейских чемпионов. Но судьба рассудила иначе. 6 февраля 1958 года самолёт Airspeed Ambassador, на котором футболисты летели домой из Белграда, потерпел крушение, отняв жизни у восьмерых игроков «Юнайтед».
«Юнайтед» прибыл в Югославию, чтобы сыграть ответный четвертьфинальный матч Кубка европейских чемпионов с «Црвеной Звездой». Первый домашний матч в Манчестере завершился победой «Юнайтед» со счётом 2:1. В Белграде «Манчестер Юнайтед» быстро забил три гола, но затем отдал инициативу сопернику и хозяева отыграли три мяча. Матч завершился со счётом 3:3. «Красные» вышли в полуфинал, так как лидировали по сумме двух встреч со счётом 5:4. 
После катастрофы «Юнайтед» выиграл лишь один матч в чемпионате, из-за чего вылетел из чемпионской гонки и занял лишь девятое место по итогам сезона. «Юнайтед» смог дойти до финала Кубка Англии, хотя и уступил в нём «Болтону» со счётом 2:0, а также обыграть «Милан» на «Олд Траффорд» в полуфинале Кубка европейских чемпионов, но, к сожалению, в ответном матче на «Сан Сиро» «Милан» победил со счётом 4:0.

### Восстановление и перестройка команды в 60-х
Джеки Бланчфлауэр и Джонни Берри из-за полученных травм больше никогда не играли в футбол, а Кенни Морганс так и не смог выйти на тот же уровень, на котором выступал до катастрофы. Сам Мэтт Басби, получивший серьёзные травмы, провёл в госпитале 2 месяца.  Его шансы на выживание изначально оценивались не выше 50 %.
Пока Басби восстанавливался от травм, временным исполняющим обязанности главного тренера стал его ассистент Джимми Мерфи. После мюнхенской трагедии «Юнайтед» выиграл в чемпионате лишь один из 14 оставшихся матчей и финишировал на 9-м месте. Однако команда удачно выступила в Кубке Англии, дойдя до финала этого турнира, в котором уступила «Болтону» со счётом 2:0. В конце сезона УЕФА предложил Футбольной ассоциации Англии утвердить для участия в Кубке европейских чемпионов 1958/59 два клуба: чемпионов, «Вулверхэмптон Уондерерс», и «Манчестер Юнайтед», в дань памяти жертвам мюнхенской трагедии. Однако Футбольная ассоциация ответила отказом.
После гибели большей части «малышей Басби» Мэтту Басби пришлось создавать новую команду. Основой её были оставшиеся в живых после мюнхенской катастрофы Бобби Чарльтон и Билл Фоулкс. Селекционеры клуба начали активно искать новых талантливых футболистов.
В 1963 году в составе «Юнайтед» дебютировал молодой североирландский футболист Джордж Бест, составивший атакующее трио с Бобби Чарльтоном и Денисом Лоу, которое стало фирменным знаком «Манчестер Юнайтед» в 1960-е годы. Первым трофеем «Манчестер Юнайтед» после мюнхенской катастрофы стал Кубок Англии, выигранный в сезоне 1962/63 в матче против «Лестер Сити». В сезоне 1963/64 Денис Лоу забил рекордные 46 голов во всех турнирах. Этот сезон «Юнайтед» завершил на втором месте, отстав от чемпиона, «Ливерпуля», на 4 очка. Уже в следующем сезоне 1964/65 «Юнайтед» выиграл чемпионат, опередив «Лидс Юнайтед» по разнице мячей. С сентября по декабрь 1964 года «Юнайтед» одержал 13 побед в 15 матчах. Кроме того, команда показала себя и на европейской арене, дойдя до полуфинала Кубка ярмарок. Перестройка команды была завершена.
В 1966 году Англия принимала у себя чемпионат мира, и «Олд Траффорд» стал одним из стадионов, подвергнувшихся реконструкции за счёт государственных расходов в рамках подготовки к мировому первенству. Игроки «Юнайтед» Бобби Чарльтон и Нобби Стайлз сыграли за сборную Англии в финале чемпионата мира, выиграв у Западной Германии со счётом 4:2.
В сезоне 1966/67 «Юнайтед» не проигрывал в последних 20 матчах чемпионата, а после победы над «Вест Хэмом» со счётом 6:1 обеспечил себе чемпионский титул и квалификацию в Кубок европейских чемпионов в следующем сезоне.

### Европейский триумф 1968 года
После победы в чемпионате сезона 1966/67 клуб получил возможность выступать в Кубке европейских чемпионов. Пройдя все стадии турнира, «Манчестер Юнайтед» впервые преодолел стадию полуфинала, которую не мог преодолеть в предыдущих двух сезонах. В этом году клуб впервые в своей истории вышел в финал Кубка европейских чемпионов, где встретился с португальским клубом «Бенфика». «Манчестер Юнайтед» выиграл эту встречу со счетом 4:1 и стал первым английским клубом, завоевавшим этот самый престижный клубный трофей Старого света. В чемпионате клуб занял второе место, уступив два очка «Манчестер Сити».
Вскоре после этого Мэтт Басби был посвящён в рыцари.

### Конец эпохи Мэтта Басби
Сезон 1968/69 стал последним для Басби. Клуб занял 11-е место в чемпионате и добрался до полуфинала Кубка европейских чемпионов. По окончании сезона Басби официально покинул место главного тренера клуба и стал его директором. Великая эпоха Басби закончилась.